# افسانه عقاب‌های مبارز
افسانه عقاب‌های مبارز (She Diao Ying Xiong Zhuan، 射鵰英雄傳، شُو دیائو ئینگ شیونگ جوئن) سریالی تلویزیونی است که در سال ۲۰۰۳ در شبکه سی‌سی‌تی‌وی چین پخش شد. دارای ۴۲ قسمت و با بازی لی یا پنگ و جو شون و به تهیه‌کنندگی جانگ جی جونگ و کارگردانی یو مین است. این سریال بر اساس رمانی نوشته جین یونگ و اولین رمان از سه‌گانه عقاب‌ها است. در ادامه بازگشت عقاب‌های مبارز و شمشیر بهشتی و خنجر اژدها قرار دارد. چند قسمت ابتدایی این سریال در ایران پخش شد. با این حال پخش ادامه آن به دلایل نامعلومی متوقف گردید. گفته می شود به دلیل وجود شخصیت تموچین یا همان چنگیزخان مغول در فیلم از ادامه پخش آن جلوگیری شده است. در حالی که حتی در سریال، چنگیزخان توسط قهرمان سریال مؤاخذه و سرزنش می شود.
یک مجموعه فیلم سینمایی ۵ قسمتی در سال ۱۹۸۳ (سینمایی نخست) توسط کمپانی شاو در هنگ کنگ و همچنین دو سریال در سال های ۲۰۰۸ و ۲۰۱۷ در چین بر اساس همین داستان ساخته شده است.

## بازیگران
- لی یا پنگ در نقش گوئو جینگ
- جو شون در نقش خوآنگ رُونگ
- جو جیه در نقش یانگ کانگ
- شویی لینگ در نقش مو نیئن سی
- یانگ لی پینگ در نقش مِی چائو فونگ
- خو چینگ در نقش بائو شی روئو
- وانگ رویی در نقش کودکی گوئو جینگ
- جائو لیانگ در نقش جو بو تونگ
- جانگ جی جونگ در نقش وانگ چونگ یانگ
- خوآنگ شیائو لِی در نقش شا گو
- آسی رو در نقش خوآ جنگ
- تائو پی چَنگ در نقش خوآنگ یائو شی
- یو یونگ در نقش اویانگ فونگ
- شیو چینگ در نقش اویانگ کُو
- سون‌های ئینگ در نقش خونگ چی گونگ
- لو لی پینگ در نقش لی پینگ
- وانگ وِی گوآ در نقش ئیدِنگ دا شی
- لیانگ لی در نقش ئینگ گو
- لی شیائو مین در نقش ما یو
- دینگ‌های فونگ در نقش یانگ تیه شین
- لی یو در نقش چیو چیئن رِن
- با سانگ در نقش تیه مو جن
- لی وِی در نقش ئین جی پینگ

## خلاصه سریال
ماجرای این سریال در اواسط دوران سلسله سونگ اتفاق می‌افتد در دهکده نیو دو مرد جوان به نام‌های یانگ تیه شین و گوئو شیائو تیئن متوجه باردار شدن زن‌هایشان می‌شوند و به هم قول می‌دهند که اگر هر دو بچه از یک جنسیت باشند با هم برادر پیمانی یا خواهر پیمانی شوند و در غیر اینصورت با هم ازدواج کنند. یک شب آن‌ها با شخصی به نام چیو چو جی از فرقه چوئن جن روبرو می‌شوند که تحت تعقیب سربازهای جین بود. چیو چو جی سربازهایی که برای دستگیریش آمده بودند را به راحتی می‌کشد و با نمایان شدن علامتی از گروهش در آسمان شب آنجا را ترک می‌کند.
بائو شیرو، زن خوش قلب یانگ، مرد زخمی شده‌ای را نجات می‌دهد که در واقع شاهزاده جین، وَنیِن خُونگ لیه بود. وقتی که سربازهای جین بازگشتن، به دو خانواده حمله کرده و آن‌ها را از هم پاشیدند. در این جریان وَنیِن خُونگ لیه، بائو شیرو را به پایتخت جین برد در حالیکه گوئو لی پینگ توسط سرباز طماع جین به نام دوئن تیئن دُو به حومه مغولستان برده شد. هر دو زن باور داشتن که شوهرهاشون بخاطر نجات آن‌ها مرده‌اند.
به محض اینکه چیو چو جی از مرگ دوستانش با خبر شد قسم خورد که بچه‌های آن‌ها را پیدا کرده و به آن‌ها کونگ فو یاد دهد تا آن‌ها انتقام پدرشان را بگیرند. چیو چو جی در راه تعقیب دوئن تیئن دُو با ۷ قهرمان جیانگ نان آشنا می‌شود و آن‌ها در عوض کمک کردن برای یافتن دو زن شرطی با هم می‌بندند. به محض پیدا کردن بچه‌های یانگ و گوئو هر طرف باید به بچه‌ها آموزش کونگ فو بدهند. در هجدهمین سالگی دو بچه، آن‌ها باید با هم مبارزه کنند. باقی سریال رنج‌ها و سختی‌هایی که دو پسر تحمل می‌کنند را نمایش می‌دهد. گوئو جینگ، پسر گوئو شیائو تیئن در مغولستان بزرگ می‌شود و تحت حمایت چنگیز خان و یانگ کانگ به عنوان یک شاهزاده در امپراتوری جین بزرگ می‌شود؛ سریال جالب و قابل ملاحظه ای است.